# Собака гей
«Собака гей» або «Великий Ел-гомосек і його гомояхта» (англ. Big Gay Al's Big Gay Boat Ride) — четвертий епізод серіалу «Південний Парк», прем'єра якого відбулася 3 вересня 1997 року.

## Сюжет
Поки Кайл, Стен, Кенні і Картмен чекають на шкільний автобус, до Стена приходить його новий пес Спаркі, щоб проводити його в школу. Під час суперечки, що виникла між Стеном і Картманом яка собака крутіша, хлопці раптово дізнаються, що Спаркі голубий — адже він відтрахав злобного пса Сильвестра, з яким змагався. До приїзду автобуса Картмен знущається над Стеном за те, що його собака — гей; те саме роблять хлопчики з класу Терренс і Фоссі, дратуючи Спаркі «пес-гомопес».
На шкільному стадіоні Шеф розповідає хлопцям, що їм належить гра з командою Міддл-Парку. Під час тренування всі розуміють, що Стен чудово грає. Коли тренування закінчується, Спаркі знову приходить відвідати Стена і знову ґвалтує іншого пса — собаку Клайда на ім'я Рекс.
Завдяки своєму футбольному таланту Стен отримує п'ятірку з мінусом за невиконане домашнє завдання і звільнення від подальшої домашньої роботи; містер Гаррісон говорить: «До спортсменів ставлення краще, тому що вони кращі». Після уроку Стен запитує у містера Гаррісона, хто такі геї, на що отримує відповідь: «це люди, у яких замість крові густа смердюча жижа, яка тече по їх венах і збирається згустками в їх крихітних мізках, що викликає нацистські спалаху жорстокого насильства».
Джимбо сподівається, що команда Південного Парку нарешті перерве рекордно довгу низку поразок. Він робить ставку у букмекера і про всяк випадок придумує запасний план: він прив'язує вибухівку до талісману команди Міддл-Парку. Таймер повинен зреагувати на верхню «фа», яку старший брат Джона Стамос візьме в пісні, що виконується під час перерви матчу.
Після уроків хлопці намагаються відучити Спаркі бути геєм, приводячи до нього гарну собачку, але він тільки зриває з неї гарний нашийник і надягає на себе. Стен, зневірившись, намагається через телепередачу «Ісус і друзі» дізнатися у Ісуса, як той ставиться до геїв, але як раз перед відповіддю Христа трансляцію переривають. Спаркі, підслухавши все це, втікає з дому. Блукаючи лісом, він натикається на «притулок Ела-гомосека для блакитних тварин», де людина на ім'я Великий Ел-гомосек надає притулок тваринам-геям.
Стен відмовляється грати в футбол, поки не знайде свого пса, і йде на його пошуки. Тим часом команда Південного Парку істотно відстає в рахунку. Старший брат Стамос в перерві починає співати, але з'ясовується, що він не може взяти верхню «фа» як завжди і фальшивить в цьому місці. Джимбо в шоці.
Блукаючи лісом, Стен натрапляє на притулок великого Ела-гомосека, де знаходить свого пса і намагається умовити його повернутися. Але Ел-гомосек пропонує Стену покататися на його «гомояхті» і розповідає йому про роль голубих в історії людства. Після екскурсії Стен вибачається перед Спаркі за те, що сердився на нього за його гомосексуальність.
Повернувшись від Ела, Стен встигає на гру і відіграє останню подачу, тим самим скорочуючи розрив у рахунку. У промові після матчу Стен заявляє, що голубим бути нормально, і відводить всіх на місце, де був притулок голубого Ела. Однак, вони його не виявляють. Зате на цьому місці жителі Південного Парку знаходять своїх гомосексуальних тварин, які втекли з дому.
В цей час старший брат Джона Стамос нарешті дивом бере верхню «фа». Лунає вибух.

## Смерть Кенні
Під час фінальної гри на лінії 30 ярдів команда суперників Південного Парку хапає Кенні за руки і за голову і розриває на частини. Щурі негайно пожирають його. Це обурює Шефа: "Це була груба гра. Дайте хоч нам зішкребти його з газону ".
Однак, пізніше Кенні знову можна побачити на полі серед інших гравців.

## Персонажі
У цьому епізоді вперше з'являються: 
- Спаркі
- бармен
- Ісус (не враховуючи появи в короткометражці «Дух Різдва»)
- Великий Ел-гомосек

У класі сидять (зліва направо): Білл (перша поява); Бебе (перша поява в класі); Клайд; Фоссі (перша поява); Картмен; Токен; Кевін; Кайл; Дог Пу; Кенні; Стен; Енні; Берта.

## Факти
У цьому епізоді з'являються інопланетяни. Їх можна помітити в правому верхньому кутку в натовпі фанатів Саут-парку.
Спаркі в цьому епізоді озвучує Джордж Клуні, хоча Спаркі тільки кілька разів гавкає. Паркер і Стоун пояснювали, що це було насмішкою над ідеєю «запрошеної зірки» — отримати суперзірку, Джорджа Клуні, і змусити його озвучувати гавкання пса-гея.
У цьому епізоді вперше згадується про гомосексуальність містера Гаррісона.
Шкільний автобус їде в одному напрямку як в школу, так з неї.
Під час гри Неда можна помітити з штучною металевою рукою; зазвичай він її не носить, але її можна було побачити раніше в епізоді «Вулкан».
Пісня, яку співає брат Джона Стамос, — «Lovin 'You» Мінні Ріпертон.
В кінці серії містера Гаррісона можна помітити без містера Капелюха на руці.
У цьому епізоді вперше називають прізвище Кенні.
На фінальних титрах звучить пісня «Now You're A Man» у виконанні групи Трея Паркера і Метта Стоуна DVDA. Ця пісня є головною темою знятого ними в 1996 році фільму «Оргазмо».
Виявляється що Нед і Джимбо щороку викрадають талісман команди Міддл Парку.
У третій серії фільму «Покоління вбивць», в одному з епізодів, морські піхотинці обговорюють «Південний парк» і цю серію, а опісля, один з бійців, пародіюючи Ела-гомосека, вимовляє його репліку.
У цьому епізоді містер Гаррісон з'являється без окулярів. (Сцена в якій Стен запитує у Гаррісона хто такі голубі.)
Під час гри на трибунах сидить білий Токен
У цій серії можна помітити помилку, яку зробили автори. У Кайла Брофловськи під час тренування з американського футболу можна побачити на спортивній формі цифру 12, а на спині тієї ж форми — цифру 14.